# KMess
El KMess és un client de chat alternatiu per a Linux al MSN Messenger/Windows Live Messenger. Permet als usuaris conversar amb els amics a través de .NET Messenger Service, com l'usat per Windows Live Messenger o Microsoft Messenger for Mac. Els punts forts de KMess són la integració amb l'Entorn d'Escriptori K, es concentra en les característiques específiques del Live Messenger i amb una interfície d'usuari fàcil d'utilitzar.
Com moltes aplicacions de Linux i de KDE, el KMess és programari lliure i llicenciat sota la GPL.

## Característiques

### Característiques actuals

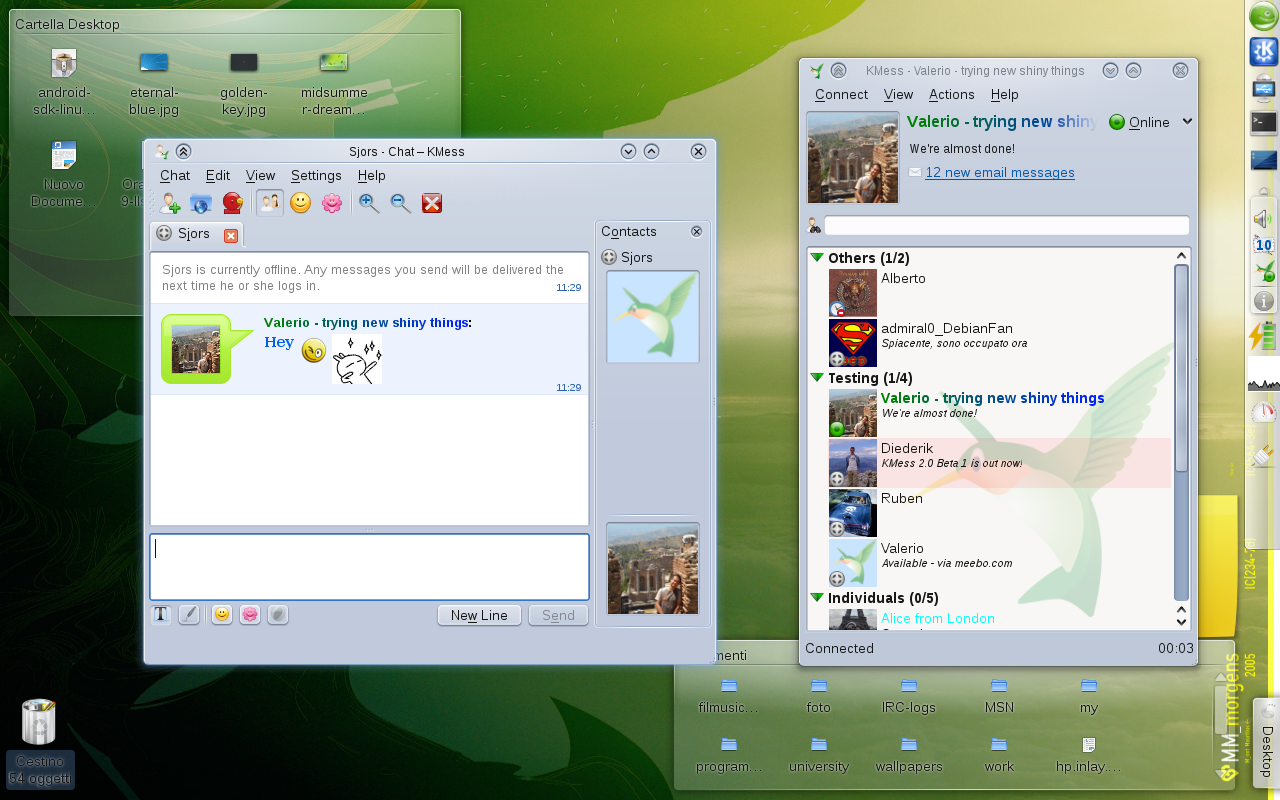
KDE 4.3 mostrant la llista de contactes i la finestra de conversa de KMess

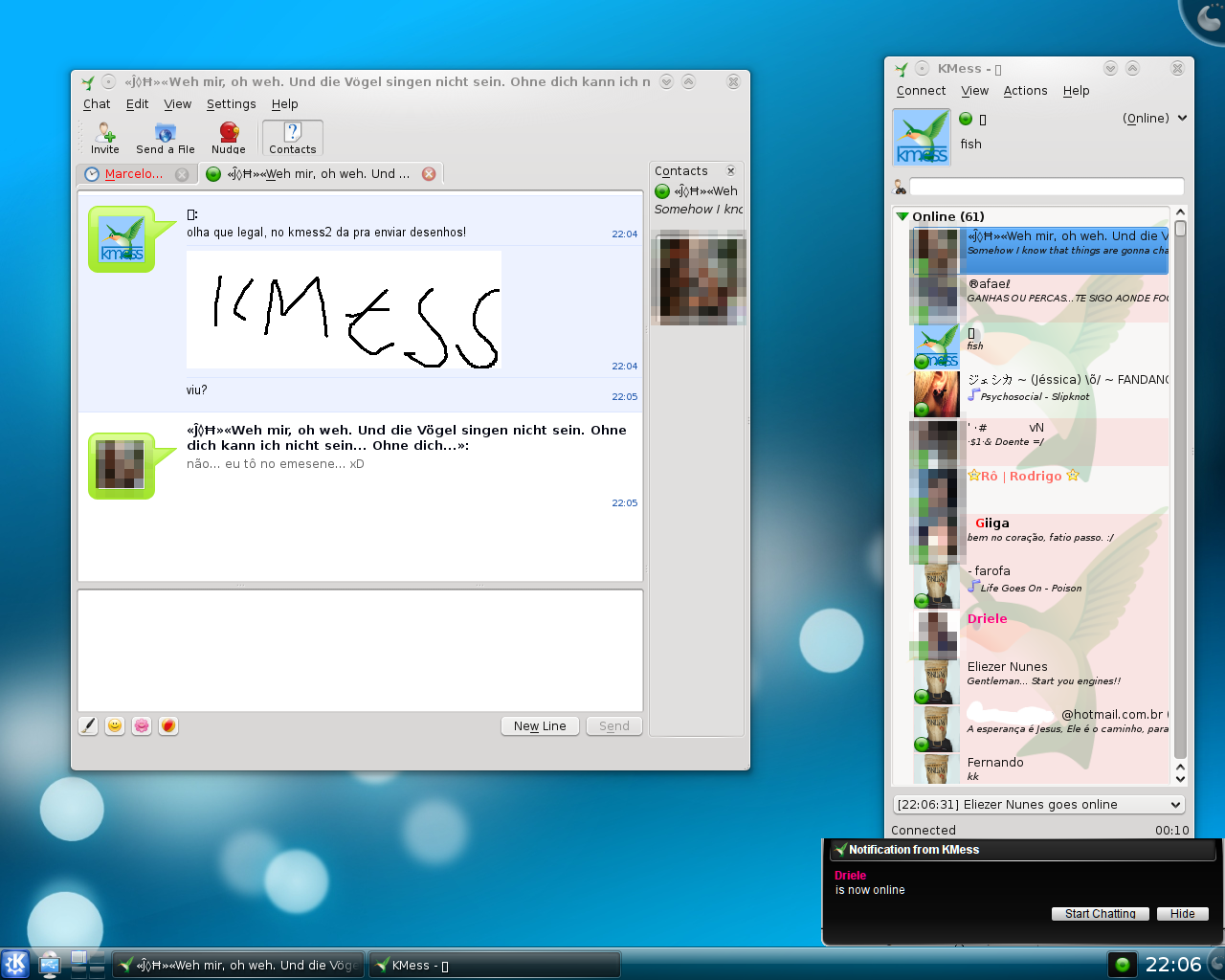
KDE 4.2.1 mostrant la finestra principal i les notificacions de KMess-svn

L'actual versió estable, la 2.0, conté característiques com ara:
- Integració amb KDE 4
- Converses en grup
- Converses en pestanyes (moltes converses en una sola finestra)
- Desar converses

### Interoperabilitat
Per la interoperabilitat amb altres clients de missatgeria instantània, les següents característiques estan suportades:
- Imatges avatars
- Transferències ràpides de fitxers amb previsualització de fitxers(connexions directes)
- Suport complet per a emoticones del MSN i personalitzades
- Fonts i colors del text personalitzables
- Format i colors del text de Messenger Plus! Live
- Missatges Personals
- Suport per a "Que estic escoltant" per a diversos Reproductors d'Audio
- Missatges fora de línia i en estat "invisible"
- Suport Microsoft's Live Mail, amb comptador de correus sense llegir, notificacions de nous correus, i link directe a la safata d'entrada de l'usuari
- Avisos i ganyotes
- Suport per a missatges escrits a mà

### Característiques planejades per a KMess 2.1
La versió 2.1 se centrara en el multimèdia. Les característiques planejades inclouen:
- Tematització general
- Converses de Webcam
- Converses d'àudio
- Clips de veu
- Sistema de connectors
- Configuració addicional per a la transferència de fitxers

Per a una llista més completa de les característiques planejades, i per veure el progres en el desenvolupament, visiteu la KMess Trac project page Arxivat 2009-04-13 a Wayback Machine.

### Versions antigues
L'última versió dissenyada per a KDE 3 és la 1.5.2.
Suporta les característiques bàsiques del MSN Messenger 7.5, incloent-hi emoticones personalitzades, ganyotes i transferència ràpida de fitxers.
Les versions 1.x han sigut discontinuades; no es faran més versions per a KDE 3 perquè KDE 4 s'ha convertit en la versió més usada de KDE.